# Slandrom
Slandrom är en tätort (före 2020 småort) i Frösö distrikt (Frösö socken) i Östersunds kommun. Byn ligger på fastlandssidan av socknen, längs vägen mellan Genvalla och Marieby.

## Befolkningsutveckling
| Befolkningsutvecklingen i Slandrom 1990–2020 | Befolkningsutvecklingen i Slandrom 1990–2020 | Befolkningsutvecklingen i Slandrom 1990–2020 | Befolkningsutvecklingen i Slandrom 1990–2020 | Befolkningsutvecklingen i Slandrom 1990–2020 |
| -------------------------------------------- | -------------------------------------------- | -------------------------------------------- | -------------------------------------------- | -------------------------------------------- |
|                                              |                                              |                                              |                                              |                                              |
| År                                           |                                              |                                              | Folkmängd                                    | Areal (ha)                                   |
| 1990                                         | 1990                                         |                                              | 95                                           | 33#                                          |
| 1995                                         | 1995                                         |                                              | 64                                           | 19#                                          |
| 2000                                         | 2000                                         |                                              | 74                                           | 19#                                          |
| 2005                                         | 2005                                         |                                              | 82                                           | 23#                                          |
| 2010                                         | 2010                                         |                                              | 113                                          | 26#                                          |
| 2015                                         | 2015                                         |                                              | 173                                          | 77#                                          |
| 2020                                         | 2020                                         |                                              | 204                                          | 76                                           |
| Anm.: # Som småort.                          |                                              |                                              |                                              |                                              |